# Sam Olij

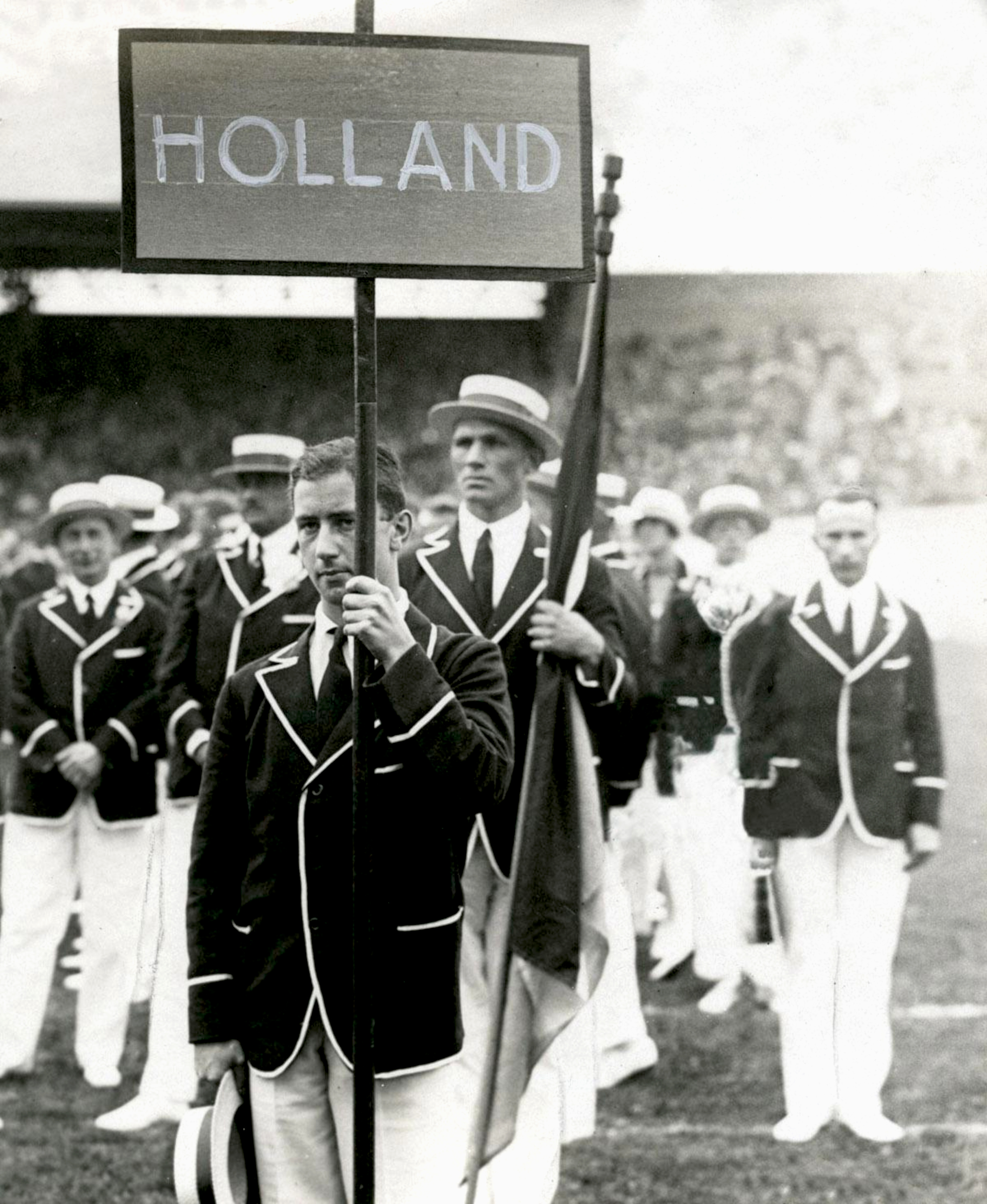
Sam Olij als Fahnenträger bei den Olympischen Spielen 1928 in Amsterdam

Simon Paulus „Sam“ Olij (* 5. Oktober 1900 in Landsmeer; † 4. August 1975 in Amsterdam) war ein niederländischer Boxer und Kollaborateur mit den deutschen Behörden während der deutschen Besetzung im Zweiten Weltkrieg.

## Biographie
Sam Olij startete bei den Olympischen Spielen 1928 in Amsterdam und trat als Boxer im Schwergewicht an. Im Viertelfinale schied er aus. Dreimal wurde er niederländischer Meister.
Im selben Jahr trat Olij seinen Dienst bei der niederländischen Polizei an. Ab den 1930er Jahren waren er und seine Söhne Jan und Kees überzeugte Nationalsozialisten und Antisemiten; 1940 wurden die drei Männer Mitglieder der Nationaal-Socialistischen Beweging (NSB). Von August 1941 bis April 1943 arbeitete Sam Olij für die Zentralstelle für jüdische Auswanderung in Amsterdam. Gemeinsam mit seinen Söhnen war er als sogenannter „Judenjäger“ („Jodenklopper“) aktiv, der für ein Kopfgeld von wenigen Gulden jüdische Menschen in Amsterdam aufspürte und deren Verstecke verriet. Zudem fungierte er als Boxtrainer der Weerbaarheidsafdeling (WA), der Schlägertruppe der NSB.
Olij war im Januar 1943 an der Räumung eines jüdischen Altenheims beteiligt sowie eines Kinderheims mit 30 Kindern. Insgesamt soll er an der Verhaftung von 80 Menschen beteiligt gewesen sein; Olij selbst betonte nach dem Krieg „nur auf Befehl“ gehandelt zu haben, auch habe er viele jüdische Menschen fliehen lassen.
Er bereicherte sich an den Besitztümern der deportierten jüdischen Menschen; bei seiner Verhaftung wurden 20 Koffer mit Diebesgut in seinem Haus gefunden.
Nach dem Krieg wurde Olij vom Bijzonder Gerechtshof zum Tode verurteilt, später jedoch als vermindert schuldfähig eingestuft und 1954 aus dem Gefängnis entlassen. Seine Söhne Jan und Kees emigrierten nach Argentinien, wo Jan 1996 starb; der weitere Lebensweg von Kees Olij ist unbekannt.